# Caroline Rhea
Caroline Rhea (Montreal, Quebec, 13 de abril de 1964) é uma atriz que ficou famosa por ter interpretado a tia Hilda de Sabrina, Aprendiz de Feiticeira. Também fez alguns episódios na série Zack & Cody: Gêmeos em Ação.

## Filmografia
Filmes
| Ano  | Título                      | Personagem                | Notas         |
| ---- | --------------------------- | ------------------------- | ------------- |
| 1986 | Meatballs III: Summer Job   | Garota na Praia #4        | Não Creditada |
| 1996 | The Shot                    | Casting director          |               |
| 1999 | Man on the Moon             | Melanie Chartoff          |               |
| 2000 |                             | Es Pra Detonarugenia King |               |
| 2001 | Happy Birthday              | Monica                    |               |
| 2004 | Um Natal Muito, Muito Louco | Candi                     |               |
| 2005 | Paixão de Aluguel           | Gloria                    |               |
| 2008 | Fast Girl                   | Maddie                    |               |
| 2009 | Ritmo do Amor               | Bonnie                    |               |
| 2015 | Being Canadian              | Herself                   | Documentary   |
| 2017 | A Very Sordid Wedding       | Noleta Nethercott         |               |

Para a Televisão
| Ano       | Título                                                                   | Personagem                        | Notas                                                                                         |
| --------- | ------------------------------------------------------------------------ | --------------------------------- | --------------------------------------------------------------------------------------------- |
| 1993      | Fools for Love                                                           | Ela Mesma                         | Apresentadora                                                                                 |
| 1995      | Pride & Joy                                                              | Carol Green                       | Elenco Principal                                                                              |
| 1996–2003 | Sabrina, A Aprendiz de Feiticeira                                        | Hilda Spellman                    | Elenco Principal (1ª a 6ª Temporada); Participação Especial (7ª Temporada)                    |
| 1996      | The Drew Carey Show                                                      | Bonnie                            | 2 episódios                                                                                   |
| 1997      | Dr. Katz, Professional Therapist                                         | Caroline                          | Elenco de Voz episódio: "Big Fat Slug"                                                        |
| 1999      | Larry David: Curb Your Enthusiasm                                        | Ela Mesma                         | Especial para Televisão                                                                       |
| 2000      | Happily Ever After: Fairy Tales for Every Child                          | Spidey                            | Elenco de Voz; episódio: "The Steadfast Tin Soldier"                                          |
| 2000      | Mom's Got a Date with a Vampire                                          | Lynette Hansen                    | Filme Para a Televisão                                                                        |
| 2001      | The Santa Claus Brothers                                                 | Mrs. Claus                        | Filme Para a Televisão; Elenco de Voz                                                         |
| 2002      | Fillmore!                                                                | Mrs. Konquist                     | Elenco de Voz episódio: "Nappers Never Sleep"                                                 |
| 2002–2003 | The Caroline Rhea Show                                                   | Ela Mesma                         | Daytime talk show                                                                             |
| 2004–2006 | The Biggest Loser                                                        | Ela Mesma                         | Apresentadora (1ª a 3ª Temporada                                                              |
| 2005–2006 | The Suite Life of Zack & Cody                                            | Ilsa                              | 3 episódios                                                                                   |
| 2007      | To Be Fat Like Me                                                        | Madelyn                           | Filme Para a Televisão                                                                        |
| 2007–2015 | Phineas and Ferb                                                         | Linda Flynn-Fletcher              | Elenco de Voz Principal                                                                       |
| 2008      | Sordid Lives: The Series                                                 | Noleta Nethercott                 | Elenco Principal                                                                              |
| 2009      | Larry the Cable Guy's Hula-Palooza Christmas Luau                        | Shopper #1 / Grandma / Mrs. Claus | Filme Para a Televisão                                                                        |
| 2011      | Phineas and Ferb: Across the Second Dimension                            | Linda Flynn-Fletcher              | Filme Para a Televisão; Elenco de Voz Principal                                               |
| 2011      | Cake Walk: Wedding Cake Edition                                          | Ela Mesma                         | Apresentadora                                                                                 |
| 2012      | Sunshine Sketches of a Little Town                                       | Mrs. Diston                       | Filme Para a Televisão                                                                        |
| 2012      | The Christmas Consultant                                                 | Maya Fletcher                     | Filme Para a Televisão                                                                        |
| 2013      | Baby Daddy                                                               | Jennifer Perrin                   | Episódio: "On the Lamb-y"                                                                     |
| 2014      | onr                                                                      | Ela Mesma                         | Episódio: "Nostalgic Sex Buddy"                                                               |
| 2014      | Manhattan Love Story                                                     | Coach Reisner                     | Episódio: "The Ex Factor"                                                                     |
| 2015      | 2 Broke Girls                                                            | Bonnie                            | Episódio: "And the Disappointing Unit"                                                        |
| 2016      | The Grinder                                                              | Fran                              | Episódio : "Genesis"                                                                          |
| 2016      | Bruno & Boots: Go Jump in the Pool                                       | Eugenia Scrimmage                 | Filme Para a Televisão                                                                        |
| 2017      | Bruno & Boots: The Wizzle War, This Can't Be Happening at Macdonald Hall | Eugenia Scrimmage                 | Filme Para a Televisão                                                                        |
| 2017–2018 | Match Game                                                               | Ela Mesma                         |                                                                                               |
| 2017–2018 | Funny You Should Ask                                                     | Ela Mesma                         |                                                                                               |
| 2018      | Caroline & Friends                                                       | Apresentadora                     |                                                                                               |
| 2019–2021 | Sydney to the Max                                                        | Grandma Judy                      | Elenco Principal                                                                              |
| 2020      | Phineas and Ferb the Movie: Candace Against the Universe                 | Linda Flynn-Fletcher              | Filme Para a Televisão; Elenco de Voz Principal                                               |
| 2020      | Match Game                                                               | Ela Mesma                         | Episódio: "Joel McHale, Jane Krakowski, Jermaine Fowler, Caroline Rhea, Skylar Astin, Rhetta" |
| 2020      | The Blame Game                                                           | Ela Mesma                         | Episódio: 27 de Novembro                                                                      |
| 2020      | O Mundo Sombrio de Sabrina                                               | Hilda Spellman                    | Participação Especial (T04×05; T04×06)                                                        |
| 2021      | Debbie Macomber's A Mrs. Miracle Christmas                               | Gloria Merkel (Mrs. Miracle)      | Filme Para a Televisão                                                                        |
| 2022      | LOL: Last One Laughing Canada                                            | Ela Mesma                         |                                                                                               |